# Iychernofret
Iychernofret, auch Ichernofret, übte am Ende der Regierungszeit des altägyptischen Königs Sesostris III. (ca. 1872 v. Chr. bis um 1852 v. Chr.) und am Beginn der Regierungszeit von dessen Sohn Amenemhet III. (1853 bis um 1805 v. Chr.) das Amt des königlichen „Schatzmeisters“ aus.

## Belege
Iychernofret ist vor allem von seinen Stelen bekannt, die er in Abydos aufstellen ließ. Auf einer der Stelen, die heute im Ägyptischen Museum Berlin untergebracht ist, befindet sich ein biographischer Text mit wertvollen Hinweisen zum Osiriskult in Abydos. Auf dieser Stele wird berichtet, dass der König dem Beamten befahl, den Kult des Gottes zu verrichten, er solle Götterbilder herstellen und vor allem eine Gottesbarke bauen. Des Weiteren richtete Iychernofret einen Umzug des Upuaut aus, bei dem er die „Feinde der Barke vertrieb“ und die „Feinde des Osiris vernichtete“, was anscheinend auf dramatische Aufführungen im Zuge des Osiriskultes hinweist.

## Herkunft
Über die eigentliche Person Iychernofret ist wenig bekannt. Sein Vater wird nie genannt. Seine Mutter hieß Zatchons. Iychernofret wuchs nach seinen Angaben im königlichen Palast auf und erhielt mit 26 Jahren das erste wichtige Amt.